# Fernando Henrique Mariano
Fernando Henrique Mariano (nacido el 3 de abril de 1967) es un exfutbolista brasileño que se desempeñaba como centrocampista.
Jugó para clubes como el Mogi Mirim, Portuguesa, Guarani, Internacional, Avispa Fukuoka, Palmeiras, Juventude, Botafogo, Santo André y Marília.

## Trayectoria

### Clubes
| Club           | País   | Año         |
| -------------- | ------ | ----------- |
| Uberlândia     | Brasil | 1986 - 1989 |
| Mogi Mirim     | Brasil | 1989 - 1993 |
| Portuguesa     | Brasil | 1993        |
| Guarani        | Brasil | 1994 - 1995 |
| Internacional  | Brasil | 1996 - 1998 |
| Avispa Fukuoka | Japón  | 1998 - 1999 |
| Palmeiras      | Brasil | 2000 - 2001 |
| Juventude      | Brasil | 2002        |
| Botafogo       | Brasil | 2003 - 2004 |
| Santo André    | Brasil | 2005        |
| Marília        | Brasil | 2006 - 2007 |
| Santo André    | Brasil | 2007 - 2009 |